# 2006年冬季残疾人奥林匹克运动会美国代表团
2006年冬季残疾人奥林匹克运动会美国代表团是美国派出的2006年冬季残疾人奥林匹克运动会代表团。获得7枚金牌、2枚银牌和3枚铜牌。